# Референдум
Референдум је облик непосредне демократије, тј. облик непосредног учешћа грађана у вршењу државне власти и доношења политичких одлука. Путем референдума грађани се изјашњавају (непосредно и тајно) да ли су за или против одређеног закона, акта, политичке или друге одлуке које су већ донесене или се њихово доношење планира.
Референдум може бити у области устава, законодавства, администрације, финансија или међународног права и односа. По обавезности одлуке може бити обавезујући и саветодавни, по времену одржавања претходни или накнадни, по обавезности одржавања обавезни и факултативни а по дејству одлуке може бити конститутиван или аброгативан. Референдум је најчешћи облик непосредне демократије и као такав је предвиђен у великом броју устава у свету. По учесталом коришћењу референдума истиче се Швајцарска, као и скандинавске земље.

## Плебисцит
Плебисцит је организовано изјашњавање народа на постављено питање. Настао је у Старом Риму као облик непосредне демократије. Разлике између референдума и плебисцита су мале само што се референдум чешће примењује када су у питању закони а плебисцит у вези са изјашњавањем о облику владавине или неком другом важном питању. Грађани се изјашњавају са да или не.

## Примери у историји
У новијој историји праксу референдума први је увео Наполеон постављањем питања да ли га народ прихвата за доживотног конзула односно да ли се признаје наследност царске титуле у његовој породици. Назив плебисцит први пут је употребљен за време владавине Наполеона III који се у два наврата обраћао непосредно народу 1851. и 1870. године.
За разлику плебисцита о унутрашњим питањима плебисцит у вези са међународним питањима је један од начина вршења права на самоопредељење. Плебисцитом се одлучује о питању под суверенитетом које државе ће народ живети. У извесним ситуацијама плебисцитом представља само потврду за анексију или унапред донету одлуку. У историји је плебисцит често примењиван: у Француској је плебисцитом решено питање присаједињења Авињона 13. септембра 1791. и Савоје и Нице 24. марта 1860. године. Версајски мировни уговор предвиђао је да се плебисцитом реши читав низ питања: присаједињење Ојпена и Малмедија Белгији, питање корушких Словенаца, након 15 година плебисцит у Сарској области, у Шлезији, Источној Пруској, Шлезвигу. Уједињене нације често примењују плебисцит када треба одлучити о будућности неке територије под старатељством. Учешће становништва у плебисциту треба да буде засновано на општем и непосредном праву гласа. Од великог значаја за исход плебисцита је и начин постављења питања на које становништво треба да одговори јер се и на тај начин може ограничити његова воља. По правилу резултат плебисцита је коначан. Али он може зависити и од одлуке комисије која спроводи плебисцит (такозвани шлески систем) којој је одлука гласања само путоказ при доношењу коначног решења.

### Референдум у садашње доба
Пример референдума у новијој историји је референдум ради потврђивања новог Устава Србије из 2006. године, који је прво усвојила скупштина на Првој посебној седници 30. септембра, да би коначно био усвојен референдумом одржаном 28. и 29. октобра. Овај референдум према подели референдума се може уврстити у обавезујући референдум према важности одлуке, и у накнадни референдум према времену одржавања.